# Scapnetes ornatus
Scapnetes ornatus är en stekelart som först beskrevs av Walsh 1873.  Scapnetes ornatus ingår i släktet Scapnetes och familjen brokparasitsteklar. Inga underarter finns listade i Catalogue of Life.